# Paravargula skogsbergia
Paravargula skogsbergia is een mosselkreeftjessoort uit de familie van de Cypridinidae. De wetenschappelijke naam van de soort is voor het eerst geldig gepubliceerd in 1970 door Kornicker.